# One Love (Johnson & Häggkvist-låt)
"One Love" var ett bidrag till Melodifestivalen 2008 med Carola Häggkvist och Andreas Johnson. Text och musik är skriven av Carola, Andreas och Peter Kvint. Låten framfördes i den andra deltävlingen den 16 februari men misslyckades då att ta sig direkt till finalen, dock till Andra chansen, där den slogs ut av Nordmans bidrag I lågornas sken. Den 30 mars 2008 gick melodin in på Svensktoppen, på listans tionde plats.. Men besöket på Svensktoppen varade bara i en vecka innan den åkte ur  Singeln nådde som högst 11:e plats på den svenska singellistan.
Under Melodifestivalen 2012 var låten med i "Tredje chansen".

## Låtlista
1. One Love
2. Lucky Star
3. One Love (worktape)
4. Lucky Star (acoustic Demo)
5. One Love (soundfactory Club Anthem)
6. One Love (soundfactory Big Dub Ver Ion)
7. One Love (soundfactory Remix Radio Edit)
8. One Love [soundfactory Remix A-ver Ion]

## Listplaceringar
| Lista (2008) | Topplacering |
| ------------ | ------------ |
| Sverige      | 11           |